# Isländischer Fußballpokal der Männer 1962
Der isländische Fußballpokal 1962 war die dritte Austragung des isländischen Pokalwettbewerbs der Männer. Pokalsieger wurde Titelverteidiger KR Reykjavík. Das Team setzte sich im Finale am 21. Oktober 1962 im Melavöllur von Reykjavík gegen Fram Reykjavík durch.

## Modus
Die Begegnungen wurden in einem Spiel ausgetragen. Bei unentschiedenem Ausgang wurde das Spiel wiederholt.

## 1. Runde
| Datum      |                    | Ergebnis |                      |
| ---------- | ------------------ | -------- | -------------------- |
| 12.08.1962 | ÍB Keflavík B      | 1:4      | KR Reykjavík B       |
| 12.08.1962 | þróttur Reykjavík  | 0:3      | Týr Vestmannaeyja    |
| 16.08.1962 | Víkingur Reykjavík | 0:0      | Breiðablik Kópavogur |
| 24.08.1962 | Valur Reykjavík B  | 4:4      | þróttur Reykjavík B  |
| 01.09.1962 | ÍA Akranes B       | 1:5      | Fram Reykjavík B     |

### Wiederholungsspiele
| Datum      |                      | Ergebnis |                     |
| ---------- | -------------------- | -------- | ------------------- |
| 29.08.1962 | Breiðablik Kópavogur | 3:3      | Víkingur Reykjavík  |
| 31.08.1962 | Valur Reykjavík B    | 4:0      | þróttur Reykjavík B |
| 04.09.1962 | Breiðablik Kópavogur | 3:0      | Víkingur Reykjavík  |

## 2. Runde
Teilnehmer. Die fünf Sieger der 1. Runde und drei Teams aus der 2. deild karla.
| Datum      |                      | Ergebnis |                   |
| ---------- | -------------------- | -------- | ----------------- |
| 04.09.1962 | Reynir Sandgerði     | 1:4      | Fram Reykjavík B  |
| 08.09.1962 | Týr Vestmannaeyja    | 3:0      | KR Reykjavík B    |
| 15.09.1962 | Keflavík ÍF          | 4:1      | Valur Reykjavík B |
| 18.09.1962 | Breiðablik Kópavogur | 5:4      | ÍB Hafnarfjörður  |

## 3. Runde
| Datum      |                      | Ergebnis |                   |
| ---------- | -------------------- | -------- | ----------------- |
| 22.09.1962 | Fram Reykjavík B     | 0:4      | Týr Vestmannaeyja |
| 23.09.1962 | Breiðablik Kópavogur | 1:6      | Keflavík ÍF       |

## Viertelfinale
Teilnehmer: Die zwei Sieger der 3. Runde und die sechs Teams der 1. deild 1962.
| Datum      |                | Ergebnis |                   |
| ---------- | -------------- | -------- | ----------------- |
| 30.09.1962 | Keflavík ÍF    | 2:0      | Týr Vestmannaeyja |
| 06.10.1962 | ÍB Ísafjörður  | 1:4      | KR Reykjavík      |
| 06.10.1962 | Fram Reykjavík | 3:2      | Valur Reykjavík   |
| 07.10.1962 | ÍA Akranes     | 1:8      | ÍBA Akureyri      |

## Halbfinale
| Datum      |                | Ergebnis |              |
| ---------- | -------------- | -------- | ------------ |
| 13.10.1962 | KR Reykjavík   | 3:0      | ÍBA Akureyri |
| 14.10.1962 | Fram Reykjavík | 2:1      | Keflavík ÍF  |

## Finale
| Paarung        | KR Reykjavík – Fram Reykjavík                                                   |
| Ergebnis       | 3:0 (3:0)                                                                       |
| Datum          | 21. Oktober 1962                                                                |
| Stadion        | Melavöllur, Reykjavík                                                           |
| Schiedsrichter | Grétar Norðfjörð                                                                |
| Tore           | 1:0 Ellert B. Schram (17.) 2:0 Ellert B. Schram (30.) 3:0 Gunnar Felixdon (35.) |